# Vitaly Fridzon
Vitaly Valeryevich Fridzon (em russo:  Виталий Валерьевич Фридзон; Klintsy, 14 de outubro de 1985) é um basquetebolista profissional russo. Atualmente joga na Liga Russa de Basquetebol Profissional pelo CSKA Moscou.

## Carreira
Fridzon integrou a Seleção Russa de Basquetebol, em Pequim 2008, que terminou na nona colocação.